# Ахмет (Карагандинская область)
Ахмет (каз. Ахмет, до 24.12.1999 г. — Энтузиаст) — село в Нуринском районе Карагандинской области Казахстана. Административный центр и единственный населённый пункт Энтузиастского сельского округа. Находится примерно в 42 км к северу от районного центра, посёлка Нура. Код КАТО — 355275100.
Координаты : 50.635851,71.462418

## География
Село расположено на правом берегу реки Нура. Вблизи от села проходит автотрасса P-3 (Астана — Кабанбай батыра — Темиртау).

## Население
В 1999 году население села составляло 1727 человек (851 мужчина и 876 женщин). По данным переписи 2009 года в селе проживало 1396 человек (668 мужчин и 728 женщин).